# نادي هانوفر بورغدورف لكرة اليد
نادي هانوفر بورغدورف لكرة اليد هو نادي كرة يد في ألمانيا تأسس في سنة 1912. يلعب في الدوري الألماني لكرة اليد. تبلغ سعة ملعبه 4460 متفرجا.